# Castello di Torricella
Das Castello la Torricella, auch Castello della Torricella oder Castel Cugini genannt, ist eine mittelalterliche Hangburg in Ventoso einem Ortsteil von Scandiano in der italienischen Region Emilia-Romagna.

## Geschichte
Obwohl es Aufzeichnungen über ein Gebäude in dieser Gegend in den Archiven von Reggio nell’Emilia gibt, die auf die Zeit um 1100 zu datieren sind, wurde die mittelalterliche Burg in den 1320er-Jahren im Auftrag der Familie Da Fogliano errichtet. Sie taucht in den Chroniken von Reggio nell’Emilia im Jahre 1341 auf, als die Gonzagas, die Herren der Stadt, die Burgen und Territorien der feindlichen Da Foglianos eroberten und verwüsteten, darunter auch das Castello di Torricella.
1354 eroberte Giberto da Fogliano die Burg und nahm sie seinem Vetter Ugolino di Guido Savina da Fogliano weg. Allerdings gelangte sie bald danach wieder unter die Herrschaft von Ugolino zurück und fiel nach dessen Tod an seine Söhne Guido, Adoardo und Antonio.
1423 investierte der Markgraf Niccolò III. d’Este Feltrino Boiardo in die Burgen Gesso di Malapresa und Torricella, zusammen mit den Burgen und Territorien von Scandiano und Arceto. Für das Jahr 1446 ist der Bau des Palastes des Castello di Torricella im Auftrag von Feltrino Boiardo dokumentiert und man sagt, dass dessen Neffe Matteo Maria Boiardo einen großen Teil seines berühmten Rittergedichtes Orlando Innamorato (dt.: der verliebte Roland) dort geschrieben hätte.
Die alte Burg ist von einer verfallenen Umfassungsmauer umgeben, in deren Innerem sich drei kleine Wohnhäuser finden. Der alte Turm aus Felsgestein hat drei Räume übereinander: Der erste diente als Stall, die anderen beiden als Schlafkammern. Im November 1863 verkaufte die Gemeinde Scandiano, was von der Burg übriggeblieben war, an die Gräfin Vittoria Rangone Testi, die Gattin des Rechtsanwaltes Prospero Cugini, der den Umbau dem Architekten Pietro Marchelli in Auftrag gab. 1872 ließ die Gräfin dem Bau ein kleines Oratorium mit der Möglichkeit, dort ihr eigenes Grab zu schaffen, hinzufügen. Seit dieser Zeit dient es zur Aufnahme der sterblichen Überreste der Burgeigner.

## Beschreibung
Der heutige Gebäudekomplex, der ganz mit einer Mauer umgeben ist, besteht aus dem Eingangstor oder -turm, dem alten Wachgebäude, einem Bauernhof aus dem 19. Jahrhundert, der als Stall und Scheune dient, dem mittelalterlichen Turm und dem Oratorium, das als Grabkapelle für die Adelsfamilie Cugini dient.

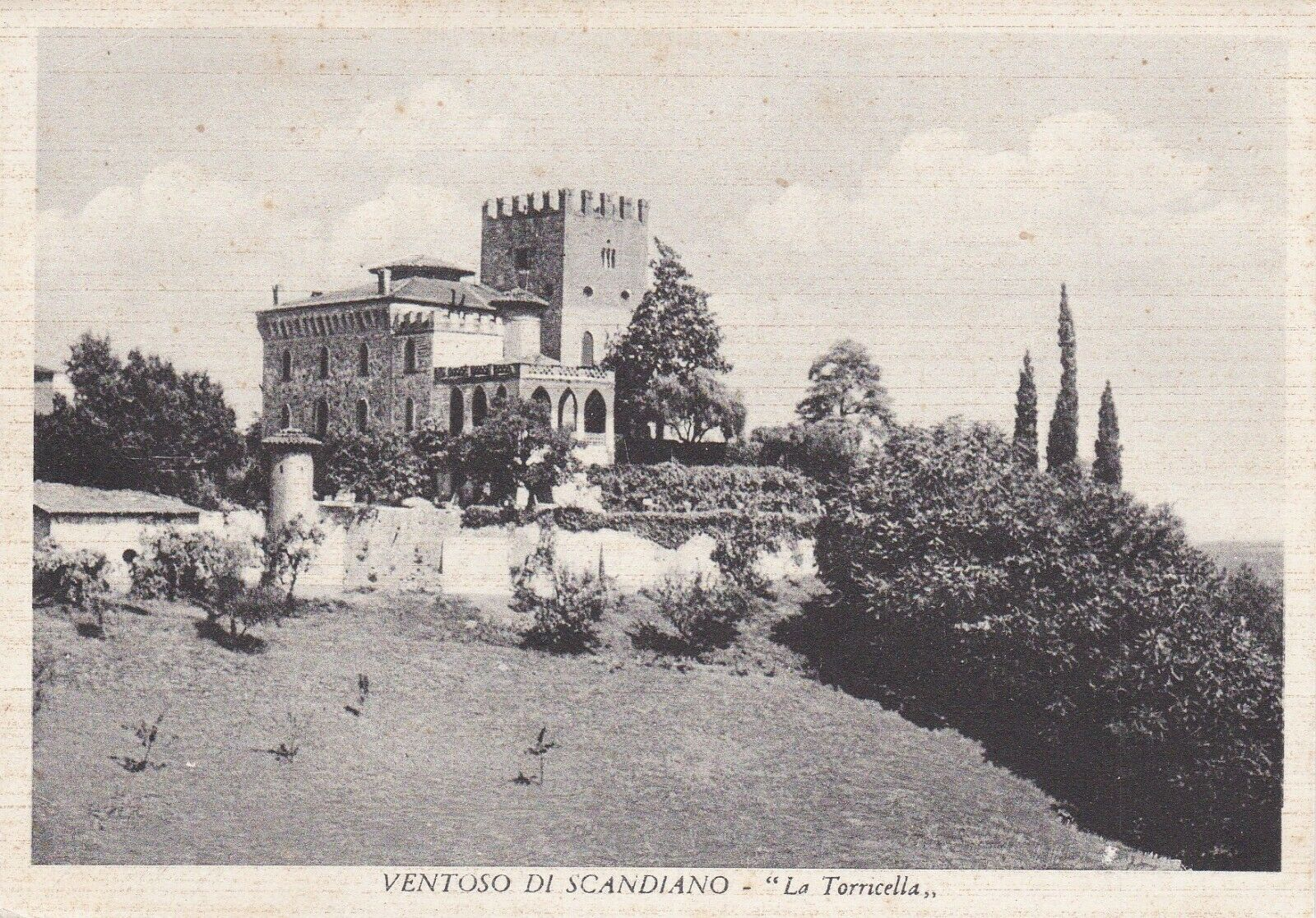
Die Burg auf einer alten Postkarte

Der Eingang zur Burg liegt auf der Westseite. Es gibt dort zwei ursprüngliche Öffnungen, eine größere für die Wagen und eine kleinere für die Fußgänger. Beide waren früher mit Zugbrücken ausgestattet. Seitlich davon erhebt sich das alte Wachgebäude, das in den ersten Jahren des 20. Jahrhunderts restauriert wurde. Der eigentliche Kern der Burg besteht aus dem Landhaus mit rechteckigem Grundriss und zwei Vollgeschossen, einem Dachgeschoss und einem Söller in der Mitte.
Das Gebäude, das 1865 in neugotischem Stil vollendet wurde, hat Steinfassaden, Spitzbogenfenster und ein hohes Dachgesims mit falschen Konsolen. Daran schließt sich auf der Ostseite ein niedrigerer Baukörper aus Sichtziegelmauerwerk an, über dem eine Loggia mit Vorhalle mit drei Öffnungen in neugotischem Stil an, hinter der sich ein Rundtürmchen befindet, hinter dem sich ein Treppenhaus verbirgt.
Im ersten Obergeschoss oder Piano nobile ist das Landhaus mit dem alten Turm verbunden, das einzige, erhaltene Element der ursprünglichen Konstruktion in der Mitte der Burg. Bei der Restaurierung im 19. Jahrhundert wurde die Kernburg in ein rechteckiges Landhaus umgebaut. Die Ausschmückung der Räume ist nüchtern und gemessen und zeigt die Wappen der Familien, die mit den Cuginis, den heutigen Eigentümern der Burg, verwandtschaftlich verbunden sind.